# ビートたけしの禁断の大暴露!!超常現象(秘)Xファイル
ビートたけしの超常現象Xファイルシリーズ（ビートたけしのちょうじょうげんしょうXファイルシリーズ）は、テレビ朝日系列で1998年から年末を中心に年に1回程度放送されている特別番組。2021年まではビートたけしが出演しており、たけしの冠番組でもあった。
2004年から2021年までは（2006年を除き）文字多重放送を実施していた。

## 概要
もともと同じテレビ朝日系列の『ビートたけしのTVタックル』（一部地域を除く）において「超常現象スペシャル」のタイトルで定期的に行われていた企画を分離・独立させたものである。以前は『輝く!日本レコード大賞』（TBS系列。以降『レコ大』と略記）と同じ12月31日に放送されていたが、2006年から、『レコ大』が12月30日に移動したことに伴い、この番組も『レコ大』とともに、12月30日に移動し、放送時間も18時台からのゴールデンタイム（一部除く）となった。
2009年からは、12月30日に『雨上がり決死隊のトーク番組アメトーーク!』の年末大型SPが編成され、また他の日でも、『ミュージックステーションスーパーライブ』を筆頭とした「通常番組の超拡大版」が編成されたため、12月30日とは関係ない日に放送されることが多くなりタイトルも『ビートたけしの禁断のスクープ大暴露!! 超常現象㊙Xファイル』に改題した。2015年では12月27日に、母体となる『TVタックル』との2本立て大型特番『ビートたけし超常現象&TVタックル!!年末最強の激論SP』の第1部として、18:57 - 20:54に放送された。
2018年では『ビートたけしの超常現象Xファイル』に改題され、12月22日に放送された。
2019年度はこれまでの年末から『ビートたけしの知らないニュース』との統合の形で正月特番に移行し、2020年1月3日に『ビートたけしの知らないニュース 超常現象Xファイルスペシャル』として放送された。2020年度は従来通り年末に『ビートたけしの知らないニュース 超常現象Xファイルスペシャル』が放送されたため、2020年は2回放送されたことになる。
2021年12月1日の『たけしの超常現象!? 不思議だなニュース』を以てビートたけしが降板。その後2022年は一旦休止されたが、2023年12月12日に出川哲朗・長嶋一茂・ホラン千秋がMCの『出川一茂ホラン☆フシギの会 超常現象3時間SP』が放送された。2024年7月10日には2009年7月11日以来の夏の放送となる『THE超常現象2024』を、2021年に進行を務めていたかまいたちがMCで放送。以降、かまいたちがMCの『THE超常現象』を放送している。

## 放送日時
| 年     | 放送日   | 放送時間（JST） | タイトル | 備考     |
| ------ | -------- | --------------- | --- | -------- |
| 1998年 | 12月31日 | 21:00 - 23:30   | ビートたけしの世紀末ノストラダムス大予言1999恐怖の大王の謎完全決着スペシャル 今夜TV前で奇跡が……あなたは生き残れるか    |          |
| 1999年 | 12月31日 | 20:55 - 23:30   | ビートたけしの地獄の黙示録 20世紀 超常現象に最後の審判 嵐の大ゲンカバトル                                              | [ 注 2 ] |
| 2000年 | 12月31日 | 21:00 - 23:30   | ビートたけしの世界はこうしてダマされた!? 20世紀最後の大暴露!! 超常現象㊙ファイル                                       |          |
| 2001年 | 12月31日 | 21:00 - 23:30   | ビートたけしの世界はこうしてダマされた!? 禁断のウラ側大暴露!! 超常現象㊙ファイル                                       |          |
| 2002年 | 12月31日 | 21:00 - 23:30   | ビートたけしの世界はこうしてダマされた!? 禁断のウラ側大暴露!! 超常現象㊙ファイル III                                   |          |
| 2003年 | 12月31日 | 21:00 - 23:30   | ビートたけしの世界はこうしてダマされた!? 超常現象㊙ファイル 4 歴史が変わるカルチャーショックSP                         |          |
| 2004年 | 12月31日 | 21:00 - 23:30   | ビートたけしの嵐の大ゲンカ超常現象バトルが帰ってきた!! 帰ってきた超常現象・世紀のスクープ宇宙人解剖ビデオ              |          |
| 2005年 | 12月31日 | 21:00 - 23:30   | TVタックル超常現象SP・200X年地球崩壊!? ビートたけしの恐怖の大予言!! 人類滅亡へのカウントダウン                         |          |
| 2006年 | 12月30日 | 18:30 - 20:54   | 激突! オカルト魂!! ビートたけしの超常現象㊙ファイル UFO・超能力・謎の生物・心霊                                        |          |
| 2007年 | 12月30日 | 18:30 - 20:54   | ビートたけしの超常現象㊙ファイル 世紀のオカルトショック 嵐の100連発!!                                                  |          |
| 2008年 | 12月30日 | 18:30 - 20:54   | ビートたけしのオカルト大爆発! 超常現象㊙ファイル2008                                                                   |          |
| 2009年 | 7月11日  | 19:00 - 20:54   | サタスペ! 禁断のスクープ大暴露!! ビートたけしの超常現象㊙ファイル 2012年人類滅亡の暗号!? 恐怖のオカルト・パンデミック! |          |
| 2009年 | 12月23日 | 19:00 - 21:48   | ビートたけしの禁断のスクープ大暴露!! 超常現象㊙Xファイル 嵐のオカルト総攻撃!!                                          |          |
| 2010年 | 12月22日 | 19:00 - 21:48   | ビートたけしの禁断のスクープ大暴露!! 超常現象㊙Xファイル 地球最大のオカルト決戦!                                       |          |
| 2011年 | 12月24日 | 18:58 - 20:51   | ビートたけしの超常現象SP㊙Xファイル 禁断のスクープ大連発! 緊急暴露SP                                                   |          |
| 2012年 | 12月22日 | 18:30 - 20:54   | ビートたけしの超常現象㊙Xファイル 永久保存版 超ド級プレミアム映像大放出! 祝15周年! オカルト大感謝祭                    |          |
| 2013年 | 12月22日 | 18:56 - 20:54   | ビートたけしの超常現象㊙Xファイル 世紀の大発見!? 超オカルト映像連発! 世界を仰天させたスクープ大放出SP!                 |          |
| 2014年 | 12月27日 | 18:56 - 21:00   | ビートたけしの超常現象㊙Xファイル                                                                                      |          |
| 2015年 | 12月27日 | 18:57 - 20:54   | ビートたけしの超常現象㊙Xファイル オカルト国民総決起集会スペシャル!!                                                   | [ 注 3 ] |
| 2016年 | 12月24日 | 18:56 - 21:24   | ビートたけしの超常現象㊙Xファイル 永久保存版!未確認生物UMA大図鑑スペシャル UMA捕獲プロジェクト始動!                    |          |
| 2017年 | 12月23日 | 18:56 - 21:00   | ビートたけしの超常現象㊙Xファイル 祝20周年! 嵐のオカルト砲さく裂スペシャル                                             |          |
| 2018年 | 12月22日 | 18:56 - 21:54   | ビートたけしの超常現象Xファイル 平成30年分×47都道府県 日本の超常現象全部見せますスペシャル                             | [ 注 4 ] |
| 2020年 | 1月3日   | 18:00 - 21:00   | ビートたけしの知らないニュース 超常現象Xファイルスペシャル                                                             | [ 注 5 ] |
| 2020年 | 12月27日 | 18:30 - 20:56   | ビートたけしの知らないニュース 超常現象Xファイルスペシャル                                                             |          |
| 2021年 | 12月1日  | 19:00 - 21:48   | たけしの超常現象!? 不思議だなニュース                                                                                  | [ 注 6 ] |
| 2023年 | 12月12日 | 19:00 - 20:54   | 出川一茂ホラン☆フシギの会 超常現象3時間SP                                                                              |          |
| 2024年 | 7月10日  | 19:00 - 20:54   | THE 超常現象2024 |          |
| 2024年 | 12月17日 | 19:00 - 21:54   | THE 超常現象2024 |          |

## 出演者
1998年
- ビートたけし、阿川佐和子、ヒロミ、大竹まこと、森公美子
- オカルト肯定派：韮澤潤一郎、水島保男(月・惑星研究家)、コンノケンイチ、池田邦吉、山内雅夫、浅利幸彦
- オカルト否定派：大槻義彦、野坂昭如、松尾貴史
- ゲスト：トパーズ・ルアール=津島恒夫(UFO研究宇宙博士)、ナポレオンズ
- ロケ出演：シガーニー・ウィーバー
- 実況：佐々木正洋(元テレビ朝日アナウンサー)

1999年
- ビートたけし、阿川佐和子、ヒロミ、大竹まこと
- 心霊現象肯定派：丹波哲郎、安藤和津、つのだじろう、秋山眞人
- UFO肯定派：韮澤潤一郎、竹本良=阿久津淳(科学問題研究家)、飛鳥昭雄、高野誠鮮
- オカルト否定派：大槻義彦、松尾貴史、崔洋一、吉村作治
- ゲスト：ユリ・ゲラー、ダニエル・ゲラー(ユリ・ゲラーの長男)、鈴木龍成(仮名)(航空宇宙医学専門家)
- ロケ出演：ジョン・ポイントン(元生物学教授)、大仁田厚、大島清、ユリ・ゲラーと家族、矢追純一

2000年
- ケンカ立会人：ビートたけし、阿川佐和子、ヒロミ、大竹まこと
- 心霊現象肯定派：韮澤潤一郎、秋山眞人、カメリア・マキ・ダークムーン(魔女・霊能者)、桜金造
- UFO肯定派：韮澤潤一郎、コンノケンイチ、竹本良
- オカルト否定派：大槻義彦、松尾貴史、崔洋一
- ゲスト：ナポレオンズ、綾小路鶴太郎(パフォーマー)
- アナウンサー：辻義就

2001年
- ビートたけし、ヒロミ、大竹まこと、江口ともみ、京本政樹、叶恭子、叶美香、辺見えみり、荒俣宏
- ゲスト：實吉達郎、ナポレオンズ
- 予言肯定派：韮澤潤一郎、山内雅夫、竹本良
- 予言否定派：大槻義彦、松尾貴史、野坂昭如
- ロケ出演：藤木文彦、金子修介、荒木史生(東京現像所)、ジェニー・ドレマー(リブリー博物館)、ジョー・カストロ(特殊メークアップアーティスト)、ジェームス・ランディ、志水一夫、新嵩喜八郎(サーウェス ヨナグニ代表)、木村政昭、安里嗣淳(沖縄県公文書館 資料編集室室長)、池田榮史(琉球大教授)、吉村作治

2002年
- ビートたけし、江口ともみ、大竹まこと、金子昇、山口もえ、しいなまお、荒俣宏、笑福亭笑瓶、そのまんま東
- ゲスト：實吉達郎、小川心平(マジシャン)、大槻義彦、韮澤潤一郎
- ロケ出演：ビル・ケイシング(アポロ宇宙船デザイン会社 技術士)、高野誠鮮、竹本良、コンノケンイチ、江口ともみ、トゥルサ・デヴィ(ムノチュワ被害者の妻)、ヴァンダナ・スリヴァスタヴァ(チュナール医療センター医師)、D.K.シン(チュナール郡副知事)、福田敏男、チョトウ・ラル(モンキーマンとムノチュワの目撃者)、アショク・クマール(元軍人)、ジェームス・ランディ、佐分千恵、大槻義彦、ナポレオンズ、マダリン・ナッキンタイヤー(ホーネット博物館 元職員)、トーマス・スミス(心霊現象研究家)、アン・ゴールマック(霊媒師)

2003年
- ビートたけし、江口ともみ、大竹まこと、荒俣宏、真矢みき、柴田理恵、眞鍋かをり、辰巳琢郎、笑福亭笑瓶、セイン・カミュ
- ゲスト：ナポレオンズ、實吉達郎、大槻義彦、韮澤潤一郎
- ロケ出演：韮澤潤一郎、竹本良、ビートたけし、江口ともみ、イアン・キエスリッヒ(鑑定医学研究所 DNA分析研究員)、クラウス・ドナ(博物学研究家・オーパーツハンター)、木下次男(UFOふれあい館 館長)、高原正弘(板硝子協会調査役)

2004年
- ビートたけし、江口ともみ、荒俣宏、沢村一樹、山口もえ、小倉優子
- 超常現象肯定派：韮澤潤一郎、実吉達郎、秋山真人、竹本良、中津川昴、ペトロ三木、ハマサイ(超能力者)
- 超常現象否定派：大槻義彦、松尾貴史、磯野貴理子

2005年
- ビートたけし、荒俣宏、江口ともみ、大竹まこと、工藤夕貴、高山善廣、眞鍋かをり、グラハム・ハンコック
- オカルト肯定派：韮澤潤一郎、秋山眞人、池田邦吉、エハン･デラヴィ(意識研究家)、コンノケンイチ、櫻井輝昭(古代史研究家)、竹本良、中津川昴、中山康直、米田晃(人間科学研究所所長)、山内雅夫
- オカルト否定派：大槻義彦、松尾貴史、吉村作治

2006年
- ビートたけし、江口ともみ、山口もえ、笑福亭笑瓶、清水ミチコ、高田延彦、荒俣宏、韮澤潤一郎、山本梓、大竹まこと、大槻義彦
- ゲスト：實吉達郎、ナポレオンズ、于雷(ユウレイ)(中国の気功師)、ジュセリーノ
- アナウンサー：大木優紀
- ロケ出演：江口ともみ、ロン・スペンサー(ポイント・プレザント警察署署長)、リンダ・スカーベリー(モスマン目撃者)、大木優紀、實吉達郎、久我修照(曹源寺住職)、武幸四郎、岡村征夫(東京工芸大学教授)、アントニオ・ウルツィ(シモーナの恋人)、シモーナ・シビッラ(目撃者の姉)、グローリア(フライング・ホース目撃者)、韮澤潤一郎、石破茂、サイキックJ(超能力者)、于雷、古瀬絵理、10人の水着女性、町好雄(東京電機大学教授)、ジュセリーノ

2007年
- ビートたけし、江口ともみ、大竹まこと、高橋克典、荒俣宏、柴田理恵、ほしのあき、マリエ、矢追純一、川田亜子、韮澤潤一郎、大槻義彦
- ゲスト：實吉達郎、ナポレオンズ、ビトタケシ、橋本アキット(パフォーマー)
- ロケ出演：ウィル・スミス、ニコラス・ケイジ、ユリ・ゲラー、韮澤潤一郎、橋本アキット、江口ともみ、ビートたけし、大竹まこと

2008年
- ビートたけし、江口ともみ、水道橋博士(浅草キッド)、相沢真紀、荒俣宏、大竹まこと、大槻義彦、加藤夏希、スザンヌ、須藤元気、玉袋筋太郎(浅草キッド)
- オカルト肯定派：韮澤潤一郎、實吉達郎、竹本良、 ハリー・古山=古山晴久(UFO研究家)、山口敏太郎
- ゲスト：斉藤鉄成(銀座気功院院長)
- ロケ出演：池田武央(心霊研究家)、折笠貴(イエティの足跡撮影)、高橋好輝(イエティ・プロジェクト・ジャパン隊長)、山口敏太郎、江口ともみ、實吉達郎、オクタビオ(マリオ・ロペス弟)、アンヘル・パラシオス・ヌニェス(獣医助手)、ハイメ・マウサン(超常現象研究家)、リザベス(マリオ・ロペス夫人)、マオリッツォ・カバァーロ(宇宙人遭遇者)、エドガー・ミッチェル、コンノケンイチ、相沢真紀、斎藤鉄成、一般女性3人、河野貴美子(国際総合研究機構 ブレインリサーチ)、文京学院大学チアダンス部レオパーズ

2009年 7月11日
- ビートたけし
- オカルト肯定派：韮澤潤一郎、竹本良、山口敏太郎、エハン・デラヴィ、秋山眞人
- オカルト否定派：大竹まこと、中川翔子、半田健人、やくみつる、上原美優、竹内薫、江口ともみ
- ゲスト：マイン・ルシア・デ・オシュン(ブラジル人シャーマン)
- ロケ出演：江口ともみ、ルシエネ(ルシアの姉)、マイン・ルシア・デ・オシュン

2009年 12月23日
- ビートたけし
- オカルト肯定派：韮澤潤一郎、山口敏太郎、ペトロ三木、竹本良、エハン・デラヴィ、實吉達郎
- オカルト否定派：大竹まこと、優木まおみ、えなりかずき、大槻義彦、松尾貴史、磯野貴理、江口ともみ
- ゲスト：ヤーナ・トロイニチ、タマ伸也
- ロケ出演：入方勇(入方興行)、山添比奈子(獣医師)、ヤーナ・トロイニチ(ロシア人超能力者)、江口ともみ、松沼義雄(美容師)、タマ伸也(ポカスカジャン)、バズ・オルドリン、韮澤潤一郎、田母神俊雄、石破茂、浅草キッド(玉袋筋太郎、水道橋博士)、優木まおみ、山口敏太郎、武藤登(熊野出速雄神社宮司)、竹本良、エハン・デラヴィ

2010年
- ビートたけし、大槻義彦、松尾貴史、大竹まこと、JOY、優木まおみ、江口ともみ
- オカルト肯定派：韮澤潤一郎、竹本良、山口敏太郎、實吉達郎、巨椋修、秋山眞人
- ゲスト：瑞慶覧光、越来治人(共に沖縄うるま市立海の文化資料館)、リオー・スシャール(イスラエル人超能力者)、三好多加也(通訳)
- ロケ出演：池田武央(心霊研究家)、山口敏太郎、JOY (ファッションモデル)、澤田長右ヱ門住職(北海道の妙法寺)、山口葉子(聖マリアンナ医科大学准教授 理学博士)、韮澤潤一郎、佐藤守、江口ともみ

2011年
- ビートたけし、秋元才加、東貴博、江口ともみ、大竹まこと、大槻義彦、竹原慎二、トリンドル玲奈、濱田マリ、ユージ
- オカルト肯定派：韮澤潤一郎、山口敏太郎、トパーズ・ルアール、竹本良、セレネ(スピリチュアル・リーダー)、秋山眞人
- ゲスト：實吉達郎、リオー・スシャール
- ロケ出演：竹原慎二、イーゴル・ブルツェフ(国際人類学センター所長)、クングーシェフさん一家(巨大な足跡発見者)、韮澤潤一郎、馬嶋哲(元旅客機パイロット)、竹本良、ローラ・M・アイゼンハワー(アイゼンハワー大統領曾孫)

2012年
- ビートたけし、秋元才加、東貴博、江口ともみ、大竹まこと、柴田理恵、高橋克典、滝沢沙織、田中卓志、ボビー・オロゴン、南明奈
- オカルト肯定派：韮澤潤一郎、山口敏太郎、トパーズ・ルアール、竹本良、秋山眞人、浅利幸彦
- ゲスト：實吉達郎、太田光信、DaiGo、大槻義彦、リオー・スシャール
- ロケ出演：加藤康之(ハッシーの第一発見者)、サンチャゴ(超常現象研究家)、槙原寛己、太田光信、竹本良、渡辺隆行(東工大大学院総合理工学科研究科准教授)

2013年
- ビートたけし、江口ともみ、武井壮、道端アンジェリカ、大久保佳代子、劇団ひとり、北斗晶、城田優、大竹まこと
- 超常現象肯定派：韮澤潤一郎、山口敏太郎、トパーズ・ルアール、竹本良、秋山眞人、西脇俊二(精神科医)
- ゲスト：武良ラムゥ=武良信行(UFOコンタクティ)、ウェイン・ホフマン(メンタリスト)、大槻義彦、實吉達郎
- ロケ出演：山口敏太郎、實吉達郎、竹本良、武田哲明(山梨大大学院教授)、及川光博、ニコライ・オフチャロフ博士(ブルガリアの考古学者)、サシュカ・ビゼラノヴァ博士(吸血鬼の研究者)、ボヤンカ・ニコロヴァ(オパゥバチュカ)(吸血鬼封じ人)、ヨルダン・ヨルダノフ(修復士)

2014年
- ビートたけし、伊集院光、江口ともみ、大竹まこと、大槻義彦、おのののか、劇団ひとり 、羽鳥慎一、北斗晶
- オカルト肯定派：韮澤潤一郎、竹本良、はやし浩司(作家)、秋山眞人、トパーズ・ルアール
- ゲスト：武良ラムゥ、久間章正(UFOコンタクティ)、坂本廣志(UFOコンタクティ)
- ロケ出演：ローラ・M・アイゼンハワー(アイゼンハワー大統領のひ孫)、ランディ・クレイマー大尉(通称キャプテン・ケイ)

2015年
- ビートたけし、江口ともみ、大竹まこと、厚切りジェイソン、筧美和子、橋本マナミ、劇団ひとり、長嶋一茂、ミッツ・マングローブ、羽田圭介
- 超常現象肯定派：大和田伸也、韮澤潤一郎、竹本良、山口敏太郎、宇田川敬介(ジャーナリスト)、遠野そら(オカルトライター)、トパーズ・ルアール、メナジエ・シャール(UFO研究家)、藍上、カゲローカッパ=景山八郎(宇宙村村長)、北島弘(宇宙現象観測所センター)、岡本英郎(UMA研究家)、中沢健、北極ジロ(怪談作家)、高野モナミ(霊媒師)、かみや佳秀(神主)、平山賢司(心霊ライター)、白神じゅりこ(予言研究家)
- 超常現象否定派：近藤正臣、大槻義彦、藤木文彦
- オカルト関係者50人
- ロケ出演：遠野そら、北島弘、岡本英郎、ドン・タルボット(ジャーナリスト・心霊研究家)、レイリーン・ケブル(オーストラリア霊能力者)、カルロス・カベシーニャス(聖地ファティマ最高責任者)、アンジェラ修道女、マリア・ドス・アンジョス(ルシアの姪)、ジョゼ・マリア・ヴィエイラ(ルシアの甥)、ジョゼ・フルタード(国立古文書館主任)、パウロ・コスメーリ(UFOヨーロッパ代表 ファティマ研究家)

2016年
- ビートたけし、あき竹城、江口ともみ、大竹まこと、大槻義彦、劇団ひとり、ケンドーコバヤシ、博多大吉、羽鳥慎一、浜口京子、三戸なつめ、渡辺裕之
- オカルト肯定派：カゲローカッパ、實吉達郎、竹本良、トパーズ・ルアール 、中沢健、韮澤潤一郎、北極ジロ、山口敏太郎
- ゲスト：ジョー・ブロギー(ブレインハッカー)
- ロケ出演：袁国映(ユエン・グオイン)(新疆保護科学研究員副院長)、篠原信一、徐暁光(ジョ・シャオグァン)(野人ハンター)、喬善政(チャオ・シャンジョン)(野人ハンター)、王東(ワン・ドウ)(野人目撃者)、竹本良、ジョー・ブロギー、ビクター(UMA被害者)、山口敏太郎、渡辺裕之、スコット・マーディス(チャンプ研究家)、サンドラ・マンシー(チャンプ目撃者)、ケイティ・エリザベス(チャンプ調査員)、ラリー・ボイビン(プロダイバー)、レイチェル・ミラー(水中ドローン操縦者)

2017年
- ビートたけし、芦田愛菜、江口ともみ、大竹まこと、大槻義彦、劇団ひとり、古坂大魔王、相田周二(三四郎)、小宮浩信(三四郎)、寺島進、羽鳥慎一、堀田茜、ボビー・オロゴン
- オカルト肯定派：韮澤潤一郎、山口敏太郎、中沢健、竹本良、トパーズ・ルアール、實吉達郎、秋山眞人、白神じゅりこ
- ゲスト：ティモン・クロース(マインドスキャナー)
- ロケ出演：チャヤロップ(タイ警察署長)

2018年
- MC：ビートたけし
- 進行 : 阿川佐和子
- ゲスト肯定派：アンミカ、石坂浩二、片桐仁
- ゲスト否定派：大竹まこと、小木博明、カズレーザー
- ゲスト中立派：伊集院光、江口ともみ、羽鳥慎一
- 専門家 肯定派：秋山眞人、カゲローカッパ、竹本良、中沢健、韮澤潤一郎、山口敏太郎
- 専門家 否定派：大槻義彦、高木秀雄(早大教授)、坪田敦史、野坂晃平(えさし郷土文化館学芸員)

2020年 1月3日
- MC：ビートたけし
- 進行 : 阿川佐和子
- ゲスト肯定派：桐谷健太、澤部佑
- ゲスト否定派：大竹まこと、劇団ひとり
- ゲスト中立派：石野真子、江口ともみ、橋本環奈
- 専門家 肯定派：秋山眞人、竹本良、中沢健、韮澤潤一郎、山口敏太郎
- 専門家 否定派：大槻義彦、坪田敦史、藤木文彦

2020年 12月27日
- MC：ビートたけし
- 進行 : 阿川佐和子
- ゲスト肯定派：陣内智則、高城れに、丸山隆平
- ゲスト否定派：朝日奈央、伊集院光、大竹まこと
- ゲスト中立派：江口ともみ、菊池風磨
- 専門家 肯定派：ウマヅラ、角由紀子、竹本良、中沢健、韮澤潤一郎、山口敏太郎
- 専門家 否定派：大槻義彦、坪田敦史

2021年
- MC：ビートたけし
- 進行 : かまいたち
- 進行補佐：弘中綾香
- ゲスト：朝日奈央、伊集院光、井森美幸、劇団ひとり
- 専門家：新子景視(ブレインダイバー)、神沢瑞至(気功師)、竹本良、中沢健、山崎真吾

2023年
- MC：出川哲朗、長嶋一茂、ホラン千秋
- ゲスト：アルコ＆ピース、ウエンツ瑛士、澤部佑、陣内智則、中岡創一、ヒコロヒー、藤田ニコル、ゆうちゃみ

2024年 7月10日
- MC：かまいたち
- 進行：弘中綾香
- ゲスト：梅沢富美男、渋谷凪咲、陣内智則、船越英一郎

2024年 12月17日
- MC：かまいたち
- ゲスト：池田美優、伊集院光、大西流星（なにわ男子）、大和田伸也、風間俊介、小籔千豊、藤井隆、藤本美貴
- 専門家：浅川義治、市川寛也、角由紀子、里中遊歩、竹本良、田辺青蛙、坪田敦史、中沢健

## 内容
UFO、宇宙人、心霊現象、UMA、超能力、予言、超古代文明、人類滅亡説といった超常現象やオカルト的な話題を取り上げ、肯定派と否定派が激しく論戦を交わすのが大きな特徴。
しかし、たけしや出演者に突っ込まれるほど嘘くさい動画や情報も少なからず存在する。

## スタッフ

### 2020年1月3日放送分
- 構成：興津豪乃、安田聡太
- TM：福元昭彦（テレビ朝日）
- TD／CAM：時田将光（以前はSW）
- SW：平野友章（以前はTD）
- 音声：藤本樹恒
- VE：山田由香
- VTR：弓立寛子
- 照明：宮内貴生
- 美術：森永牧子（テレビ朝日）
- デザイン：加藤周一
- 美術進行：野口香織（2011年は美術進行、2013年は美術制作を担当）
- 大道具：橋本海
- 電飾：伊藤夢佳
- モニター：中園拓也
- ビジョン：佐久間森
- オブジェ：宇都宮沙織
- メイク：川口カツラ店
- 編集：中西祐介、清水堅介
- MA：前田悠貴
- 選曲効果：岡田淳一
- TK：高橋由佳
- CG：PDトウキョウ
- 編成：田中真由子・秋谷祥加（共にテレビ朝日）
- 宣伝：堀場技綾子（テレビ朝日）
- デスク：原利加子（テレビ朝日）
- リサーチ：高木美嘉、寺田顕悟
- 協力：テイクシステムズ、共立ライティング、TSP、ロッコウプロモーション、テレビ朝日クリエイト
- 制作協力：トップシーン、テレビ朝日映像、大河プロダクション、ドラゴンエンタテインメント
- AD：岩名美月、竹本翔、川島未幸、浅香拓哉、叶野優奈、馬場晶菜、本荘栄資
- AP：宮崎浩子
- ディレクター：大岡慎介（オースリーカンパニー）、山崎智史（トップシーン）、阿部裕太、濱口賢治、須田基之（ドラゴンエンタテインメント）、大西耕太（トップシーン）、深代琢也、高木快郎・進藤譲・飯山恭生（高木〜飯山→以上トップシーン）、細田和也（テレビ朝日映像）、高橋修二、櫛田健太郎、山中伸二、竹原信太郎、奥野友美、渡辺恭三
- 演出：植田弘樹（トップシーン）
- プロデューサー：松本能幸・高橋佑輔（共にテレビ朝日）、小泉哲朗（トップシーン）、中澤慎吾（テレビ朝日映像）、渡部かおり、纐纈勇人（ドラゴンエンタテインメント）、大熊一郎（ビッグベアーカンパニー）[注 7]、平出さとし（ドラゴンエンタテインメント）
- ゼネラルプロデューサー：寺田伸也（テレビ朝日）
- 制作著作：テレビ朝日

### 過去のスタッフ
- 構成：中野俊成、川原慶太郎、三木敦、オグロテツロウ、笛木和宏、櫻井誠二、鶴芳郎、平村隼人、龍田力
- リサーチ：タイム・テーブル、平井裕子、メキシコ観光、フルタイム、フォーミュレーション
- 海外リサーチ：ロシア旅行者、ナンバーワンズ、イデア、上田真理栄
- 技術：テイクシステムズ
- CAM：朝香昌男
- 音声：志村剛、江尻和茂
- VE：小松淳、藤森寛明、細谷公助
- VTR：橋本潤
- PA：中島奈緒子
- 美術：井磧伸介
- デザイン：加藤由紀子
- 美術進行：亀井直子
- 装置：小板橋厚史
- 大道具：塚谷将朗、中沢誠
- 小道具：河瀬郁子（一時離脱→復帰）
- 電飾：古居久美子、長谷川光子、天野七海
- モニター：村松裕章
- 特効：吉川剛史
- VR：葛原健治
- バーチャル：菅野夏木
- メイク：小川和美、関口裕子、水上摂子（水上→一時離脱→復帰）
- 編集：辻泰治（麻布プラザ）
- MA：伊藤敬一（麻布プラザ）
- 選曲効果：白根沢修（サウンドエッグノッグ）、篠原光、大庭秀夫
- TK：西岡八生子（ニケデス）
- ロケ技術：エンドレス、共同テレビジョン、エスパシオ
- 海外コーディネーター：STUDIO BJ、イデア・ネットワーク
- CG：FUJIWARA CG OFFICE、藤原成海
- 協力：オフィス北野、インターオフィスほか
- 編成：高橋正輝・森大貴・吉村周・池田佐和子・篠宮康希（以上テレビ朝日）
- WEB：織田笑里・宮本博行（共にテレビ朝日）
- デスク：小林裕美子（テレビ朝日）
- 宣伝：椿本晶子・吉原智美（共にテレビ朝日）
- AD：中村真美、浅野典昭、對比地翔子、追川鉄也、渡邊佳子、榊耕平、椛島あかり、奥野友美、板橋希、林莉、武藤壱幸、前田康太朗、山上明日美、長谷川貴彦、濱元光
- AP：高橋良美、浅井康宏、西堀梓、川上重之、榎本有紀、久田光彦
- ディレクター：新井三郎、堅田晋輔、冨田英男、日馬太郎、海徳俊治、宮崎洋平、阿部裕太、羽田野晃男、佐藤真吾、田中良介、村崎冬季、小久保光雄
- チーフディレクター：小野努
- プロデューサー：小田隆一郎（共にテレビ朝日）、ROIDO尚樹・菅井尚伸（共にオフィス・トゥー・ワン）、四戸美穂
- ゼネラルプロデューサー：藤井智久（テレビ朝日）
- チーフプロデューサー：山本隆司（テレビ朝日）
- 制作協力：オフィス・トゥー・ワン